# سه بیگانه در رم
سه بیگانه در رم (انگلیسی: Three Strangers in Rome) یک فیلم کمدی رمانتیک ایتالیایی به کارگردانی کلودیو گورا است که در سال ۱۹۵۸ منتشر شد.

## گزیدهٔ بازیگران
- ایوون مونلور
- کلودیا کاردیناله
- لوچانو مارین
- تامارا لیس
- رناتو کیانتونی
- ناندو برونو
- گوئی‌یلمو اینگلسه
- آلبرتو تالگالی
- جینا ماشتی
- دولوریس پالومبو
- آندرئا اسکوتی
- مارکو تولی